# Ескадрені міноносці типу «Орідзонте»
Ескадрені міноносці типу «Орідзонте» італ. Classe Orizzonte, фр. Classe Horizon — серія фрегатів /  ескадрених міноносців ВМС Італії та ВМС Франції початку 21 століття.

## Історія створення
Після провалу програми  з розробки єдиного фрегата для низки країн НАТО NFR-90 Італія, Франція та Велика Британія у 1992 році розпочали спільну розробку фрегата нового поління ( Common New Generation Frigate, CNGF). Але через розбіжності у поглядах на ТТХ корабля Велика Британія вийшла з консорціуму. У 1999 році Італія та Франція підписали угоду про продовження спільних робіт.
Планувалось побудувати 10 кораблів (6 протичовнової оборони і 4 ППО) з максимальним ступенем уніфікації систем озброєння. Але зрештою було побудовано 4 кораблі - 2 для ВМС Італії і 2 для ВМС Франції.
За своїми розмірами та ТТХ кораблі більше відповідають класу есмінців, а не фрегатів. Тому у складі ВМС Італії вони класифікуються як «есмінці» типу «Андреа Доріа» (італ. Classe Andrea Doria). У складі ВМС Франції вони класифікуються як «фрегати» (фр. Classe Horizon).
Загальна вартість будівництва 4 кораблів склала 2,8 млрд євро..

## Представники
| Корабель       | Бортове позначення | Виготовлювач             | Закладено            | Спущено              | У строю             |
| -------------- | ------------------ | ------------------------ | -------------------- | -------------------- | ------------------- |
| ВМС Італії     |                    |                          |                      |                      |                     |
| «Андреа Доріа» | D 553              | «Fincantieri», Ла-Спеція | 19 липня 2002 року   | 15 жовтня 2005 року  | 22 грудня 2007 року |
| «Кайо Дуіліо»  | D 554              | «Fincantieri», Ла-Спеція | 19 вересня 2003 року | 23 жовтня 2007 року  | 3 квітня 2009 року  |
| ВМС Франції    |                    |                          |                      |                      |                     |
| «Форбен»       | D 620              | «DCN Lorient»            | 4 квітня 2002 року   | 10 березня 2005 року | 10 грудня 2008 року |
| «Шевальє Поль» | D 621              | «DCN Lorient»            | 23 жовтня 2003 року  | 12 липня 2006 року   | 21 грудня 2009 року |

## Конструкція

### Корпус
Корпус судна розроблений за технологією «стелс». Надводна частина оптимізована для зменшення рівня вторинного радіолокаційного поля. Зовнішні поверхні корпуса та надбудов вигтовляються з радіопоглингаючих матеріалів та покриттів. Комплекс заходів із змешумлення (малошумні гребні гвинти з підводом повітря до лопатей, подача повітря на корпус в районі машинного відділення, амортизація механізмів тощо) забезпечують низький рівень підводного шуму.
Для підвищення захищеності корабель розділений на декілька протипожежних зон - «цитаделей».

### Силова установка
Силова установка корабля - комбінована, типу «CODOG» (Combined Diesel or Gas ). Вона складається з двох газових турбін «General Electric LM2500» потужністю 27 491 к.с. кожна, та двох 12-циліндрових  дизельних двигунів фірми SEMT Pielstick потужністю 5 793 к.с кожен.
Двигуни обертають два п'ятилопатеві гвинти. Максимальна швидкість 29 вузлів при роботі газових турбін і 18 вузлів при роботі дизелів.
Автономність плавання: 7 000 миль на швидкості 18 вузлів і 3 500 миль на швидкості 24 вузли.

### Озброєння
Озброєння італійських та французьких кораблів уніфіковане на 90%. Різниця є лише у типах використовуваних ракетних комплексів.
Кораблі озброєні 16-модульними системами вертикального пуску ракет «Sylver» A-50, оснащені ракетами ближнього радіуса дії «Aster-15» і ракетами середнього радіусу дії «Aster-30», загалом 48 ракет.
Протикорабельне озброєння складається з пускових установок фірми «MBDA», оснащених ракетами «OTOMAT» на італійських кораблях і ракетами «Exocet» на французьких.
Артилерійське озброєння складається з 76-мм гармат OTO Melara. На італійських кораблях встановлено 2 гармати в носовій частині і одна в кормовій. На французьких кораблях встановлено лише по 2 гармати, замість третьої встановлений ЗРК «SADRAL» для запуску ракет «Mistral».
На італійських кораблях планується заміна 76-мм гармат на нові «76/62mm Super Rapido Multi Feeding Davide/Strales» із системою керування вогнем «DART».
Озброєння для самозахисту складається з двох 25-мм гармат «Oerlikon KBA/KBB 25/80» на італійських кораблях та двох 20-мм гармат «20 mm Narwhal» на французьких.
Торпедне озброєння складається з двох 324-мм торпедних апаратів «Eurotorp B515/3» для запуску протичовнових торпед «MU90».

### Радіоелектронне обладнання
Головна бойова інформаційна система розроблена фірмою «EUROSYSNAV».
ЗРК PAAMS керується багатофункціональною РЛС EMPAR, яка отримує цілевказування від оглядового 3D-радара S1850M для пошуку повітряних та надводних цілей далекого радіусу дії. Крім того, на кораблях встановлені радар пошуку надводних цілей «RASS (RAN30 X/I)», навігаційний радар « Selex SPN 753(V)», система пошуку інфрачервоного випромінювання «Sagem Vampir MB», дві системи цілевказання «MSTIS NA 25X (RTN-30X)», радар для забезпечення посадки вертольота на палубу корабля, система розпізнавання «Свій-чужий» «SIR-R/S», а також метеорологічно-океанографічна система.
Система радіоелектронної боротьби складається з пускових установок протиракетного комплексу «SCLAR» і протиторпедного комплексу «SLAT».
На кораблях встановлюється гідролокатор «UMS 4110 CL» фірми «Thales».
Також на кораблях встановлені цифрові системи зв'язку і система супутникового зв'язку «SATCOM».

## Галерея

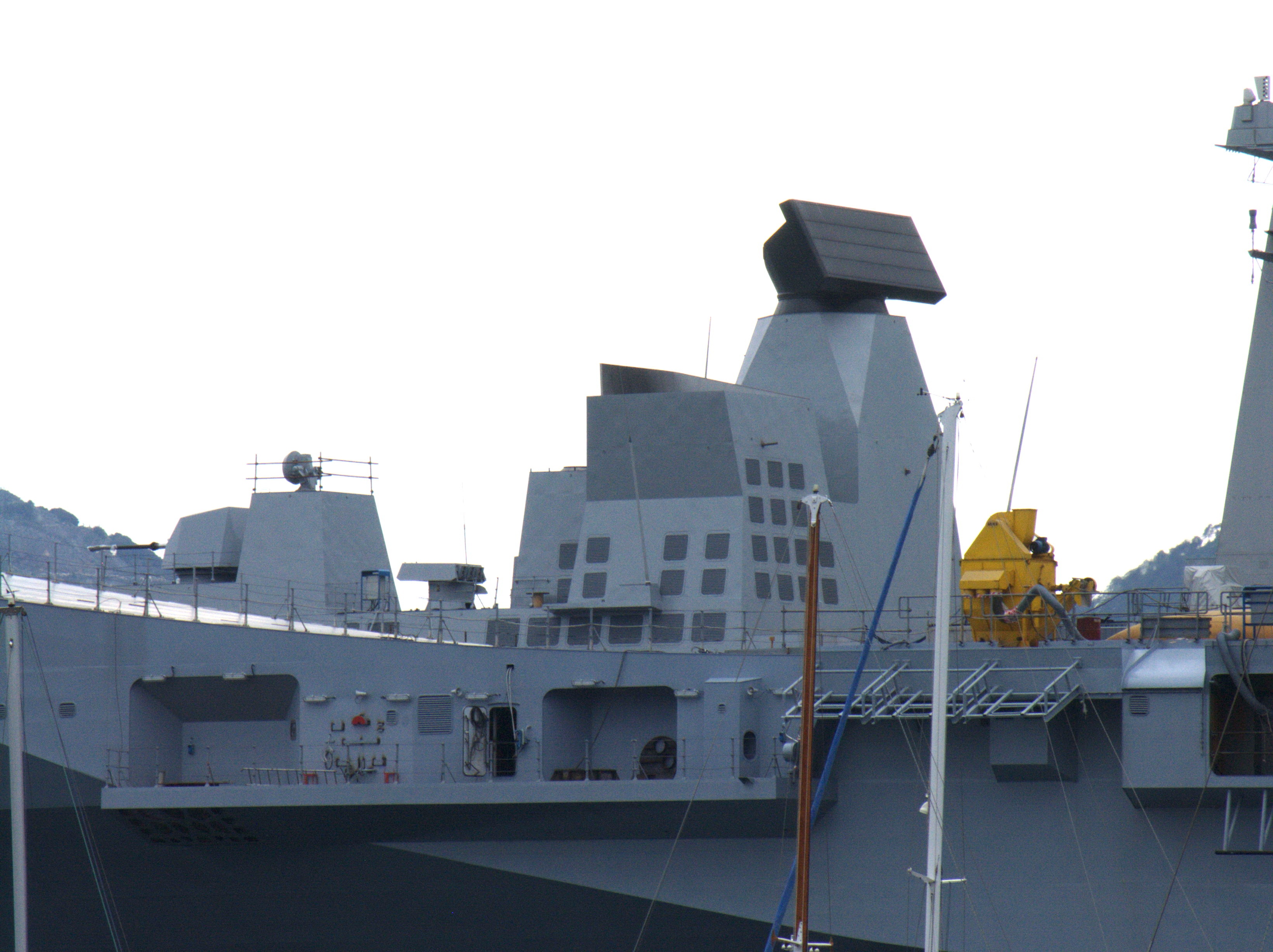
РЛС S1850M, Andrea Doria (D553) (Ла Спеція, 2007).  На першому плані видно фрагмент авіаносця «Кавур»
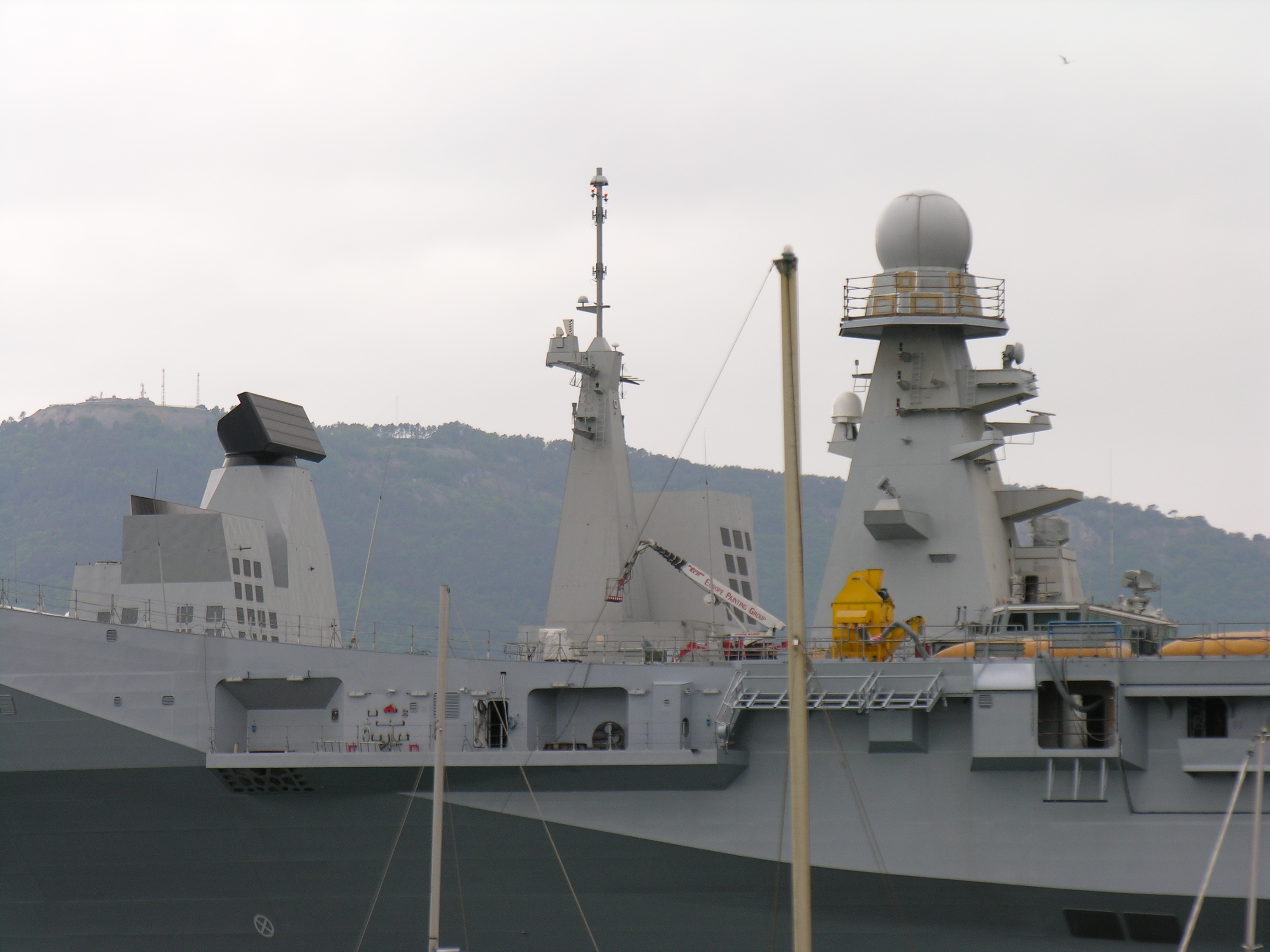
РЛС S1850M та EMPAR, Andrea Doria (D553) (Ла Спеція, 2007)